# Campeonato de Tercera División 1942 (Argentina)
El Campeonato de Tercera División de 1942 fue el torneo que constituyó la octava temporada de la tercera división de argentina en la era profesional de la rama de los clubes directamente afiliados a la AFA y la octava edición de la Tercera División bajo esa denominación. Fue disputado inicialmente por 14 equipos.
Los nuevos participantes fueron Argentino de Quilmes, Barracas Central y Los Andes, descendidos de la Segunda División.
Se consagró campeón Estudiantes tras ganarle en un desempate a Liniers Sud y obtuvo el único ascenso. No hubo descendidos ya que no existía categoría inmediatamente inferior.

## Ascensos y descensos
| Desafiliados |
| ------------ |
| No hubo      |

| Posición | Ascendidos a la Segunda División 1942 |
| -------- | ------------------------------------- |
| 1.º      | Sportivo Alsina                       |

| Nuevos afiliados |
| ---------------- |
| No hubo          |

| Posición | Descendido de la Segunda División 1941 |
| -------- | -------------------------------------- |
| 16.º     | Argentino de Quilmes                   |
| 17.º     | Barracas Central                       |
| 18.º     | Los Andes                              |

- De esta manera, el número de participantes se redujo a 11.

## Equipos
| Equipo               | Ciudad          |
| -------------------- | --------------- |
| Argentino de Quilmes | Quilmes         |
| Barracas Central     | Buenos Aires    |
| Barracas Central     | Buenos Aires    |
| Bella Vista          | Bella Vista     |
| Buenos Aires         | Buenos Aires    |
| Central Argentino    | Villa Maipú     |
| Estrella Blanca      | Lanús Oeste     |
| Estudiantes          | Buenos Aires    |
| Huracán de San Justo | San Justo       |
| J. J. de Urquiza     | Caseros         |
| Liniers Sud          | San Justo       |
| Los Andes            | Lomas de Zamora |
| Marplatense          | Lanús Oeste     |
| Sp. Palermo          | Villa Lynch     |

### Distribución geográfica de los equipos
| Región                        | Cant. | Equipos                                                       |
| ----------------------------- | ----- | ------------------------------------------------------------- |
| Ciudad de Buenos Aires        | 4     | Barracas Central, Sp. Buenos Aires, Estudiantes y Sp. Palermo |
| Partido de La Matanza         | 2     | Huracán de San Justo y Liniers Sud                            |
| Partido de Lanús              | 2     | Estrella Blanca y Marplatense                                 |
| Partido de Lomas de Zamora    | 1     | Los Andes                                                     |
| Partido de General San Martín | 1     | Central Argentino                                             |
| Partido de Quilmes            | 1     | Argentino de Quilmes                                          |
| Partido de San Isidro         | 1     | Boulogne                                                      |
| Partido de San Miguel         | 1     | Bella Vista                                                   |
| Partido de Tres de Febrero    | 1     | J. J. de Urquiza                                              |

## Formato
Los 11 clubes se enfrentaron entre sí a dos ruedas por el sistema de todos contra todos. Al finalizar el torneo, el ganador se consagró campeón y obtuvo el único ascenso en disputa a la Segunda División. No hubo descensos ya que no había categoría inmediatamente inferior.

## Tabla de posiciones final
| Pos. | Equipo               | Pts. | PJ | PG | PE | PP | GF | GC | Dif. |
| ---- | -------------------- | ---- | -- | -- | -- | -- | -- | -- | ---- |
| 1.º  | Estudiantes          | 30   | 20 | 13 | 4  | 3  | 50 | 26 | 24   |
| 2.º  | Liniers Sud          | 30   | 20 | 13 | 4  | 3  | 46 | 21 | 25   |
| 3.º  | Barracas Central     | 29   | 20 | 12 | 5  | 3  | 59 | 30 | 29   |
| 4.º  | Central Argentino    | 28   | 20 | 12 | 4  | 4  | 50 | 20 | 30   |
| 5.º  | Los Andes            | 23   | 20 | 10 | 3  | 7  | 56 | 35 | 21   |
| 6.º  | Argentino de Quilmes | 21   | 20 | 7  | 7  | 6  | 60 | 37 | 23   |
| 7.º  | Sp. Palermo          | 18   | 20 | 8  | 2  | 10 | 39 | 56 | −17  |
| 8.º  | J. J. de Urquiza     | 14   | 20 | 5  | 4  | 11 | 30 | 53 | −23  |
| 9.º  | Huracán de San Justo | 12   | 20 | 4  | 4  | 12 | 35 | 51 | −16  |
| 10.º | Boulogne             | 10   | 20 | 4  | 2  | 14 | 21 | 53 | −32  |
| 11.º | Marplatense          | 5    | 20 | 2  | 1  | 17 | 18 | 82 | −64  |
| —    | Sp. Buenos Aires     | 0    | 0  | 0  | 0  | 0  | 0  | 0  | 0    |
| —    | Estrella Blanca      | 0    | 0  | 0  | 0  | 0  | 0  | 0  | 0    |
| —    | Bella Vista          | 0    | 0  | 0  | 0  | 0  | 0  | 0  | 0    |

|  | Disputaron un desempate. |

### Desempate
Lo disputaron Estudiantes y Liniers Sud. Se jugó a ida y vuelta, pero al no haber resultado global debió definirse en un tercer encuentro.
| Ida         | Ida       | Ida         | Ida                | Ida             |
| Local       | Resultado | Visitante   | Estadio            | Fecha           |
| ----------- | --------- | ----------- | ------------------ | --------------- |
| Estudiantes | 2 - 0     | Liniers Sud | Ferro Carril Oeste | 18 de noviembre |

| Vuelta      | Vuelta    | Vuelta      | Vuelta       | Vuelta          |
| Local       | Resultado | Visitante   | Estadio      | Fecha           |
| ----------- | --------- | ----------- | ------------ | --------------- |
| Liniers Sud | 3 - 2     | Estudiantes | La Bombonera | 25 de noviembre |

| Desquite                                                        | Desquite  | Desquite    | Desquite     | Desquite       |
| Local                                                           | Resultado | Visitante   | Estadio      | Fecha          |
| --------------------------------------------------------------- | --------- | ----------- | ------------ | -------------- |
| Estudiantes                                                     | 4 - 2     | Liniers Sud | El Gasómetro | 2 de diciembre |
| Estudiantes obtuvo el campeonato y ascendió a Segunda División. |           |             |              |                |

1. 1 2 3  Se desafilió de la AFA. Sus partidos fueron anulados.[1][2]